# Barunga West Council
Koordinaten: 33° 36′ S, 137° 56′ O

Der District Council of Barunga West ist ein lokales Verwaltungsgebiet (LGA) im australischen Bundesstaat South Australia. Das Gebiet ist 1.528 km² groß und hat etwa 2500 Einwohner (2016).
Barunga West liegt am Nordende der Yorke Peninsula etwa 160 Kilometer nordwestlich der Metropole Adelaide. Das Gebiet beinhaltet 22 Ortsteile und Ortschaften:
Alford, Barunga North, Bews, Brucefield, Bute, Clements Gap, Fishermans Bay, South Hummocks, Kulpara, Melton, Mona, Mundoora, Ninnes, Nurrondi, Paskeville, Port Broughton, Thomas Plains, Tickera, Wards Hill, Willamulka, Wiltunga und Wokurna.
Der Verwaltungssitz des Councils befindet sich in Port Broughton an der Westküste der LGA, wo etwa 1000 Einwohner leben (2016).

## Verwaltung
Der Council von Barunga West hat zehn Mitglieder, die neun Councillor und der Vorsitzende und Mayor (Bürgermeister) des Councils werden von den Bewohnern der LGA gewählt. Barunga West ist nicht in Bezirke untergliedert.